# Cot Ujongteungku Sipheut
Cot Ujongteungku Sipheut är en kulle i Indonesien.   Den ligger i provinsen Aceh, i den västra delen av landet, 1 800 km nordväst om huvudstaden Jakarta. Toppen på Cot Ujongteungku Sipheut är 219 meter över havet.
Terrängen runt Cot Ujongteungku Sipheut är platt åt nordost, men åt sydväst är den kuperad. Havet är nära Cot Ujongteungku Sipheut åt nordost.Runt Cot Ujongteungku Sipheut är det glesbefolkat, med 17 invånare per kvadratkilometer. I omgivningarna runt Cot Ujongteungku Sipheut växer i huvudsak städsegrön lövskog.